# (5629) Kuwana
(5629) Kuwana (1993 DA1) – planetoida z pasa głównego asteroid okrążająca Słońce w ciągu 5,33 lat w średniej odległości 3,05 j.a. Odkryta 20 lutego 1993 roku.